# Говард (округ, Небраска)
Шаблон:StateAbbr_ 41°13′ пн. ш. 98°31′ зх. д. / 41.22° пн. ш. 98.52° зх. д.
Округ Говард (англ. Howard County) — округ (графство) у штаті Небраска, США. Ідентифікатор округу 31093.

## Історія
Округ утворений 1871 року.

## Демографія
За даними перепису
2000 року
загальне населення округу становило 6567 осіб, усе сільське.
Серед мешканців округу чоловіків було 3300, а жінок — 3267. В окрузі було 2546 домогосподарств, 1798 родин, які мешкали в 2782 будинках.
Середній розмір родини становив 3,09.
Віковий розподіл населення поданий у таблиці:
| Стать    | До 15 років | 15-21 | 22-29 | 30-39 | 40-49 | 50-65 | 65-85 | Понад 85 |
| -------- | ----------- | ----- | ----- | ----- | ----- | ----- | ----- | -------- |
| Чоловіки | 768         | 346   | 263   | 435   | 464   | 533   | 444   | 47       |
| Жінки    | 705         | 290   | 227   | 438   | 435   | 538   | 521   | 113      |

## Суміжні округи
- Грілі — північ
- Меррік — схід
- Голл — південь
- Баффало — південний захід
- Шерман — захід